# Mindshadow
Mindshadow este un joc de aventură grafică din 1984 lansat pentru Amstrad CPC⁠(d), Apple II, familia Atari pe 8 biți, Commodore 64, Macintosh, compatibil IBM PC (ca disc cu auto-pornire), ZX Spectrum și mai târziu Atari ST și Amiga. Jocul a fost dezvoltat de Interplay Productions și publicat de Activision.

## Producție și lansare
Interplay a încheiat un contract de 100.000 de dolari americani cu Activision pentru a produce trei jocuri de text de aventură grafică (de ficțiune interactivă), iar acesta a fost unul din cele trei.
Programatorul jocului, Allen Adham, angajat de Brian Fargo, CEO al Interplay Productions, avea să fie mai târziu fondatorul Blizzard, sub numele de Silicon & Synapse. Rebecca Heineman, care a lucrat la joc, a fondat mai târziu Logicware Arhivat în 4 august 2022, la Wayback Machine.. Jocul a avut același motor de joc ca și The Tracer Sanction, iar arta a fost desenată de QuickDraw. S-a bazat vag pe romanul lui Robert Ludlum, Identitatea lui Bourne. Fargo a spus mai târziu că intriga bazată pe amnezie a fost unică în acea vreme și a diferențiat Mindshadow de jocurile din perioada sa. A avut un „succes moderat” și „vânzări solide”. Jocul a fost inclus în Interplay's 10 Year Anthology (Antologia de 10 ani a [jocurilor] Interplay).

## Complot
Jucătorul începe pe o plajă fără amintiri despre identitatea sa. Insula este o zonă autonomă, cu plaje, stânci, o colibă și o zonă cu nisipuri mișcătoare, care servește ca un labirint pentru ca jucătorul să ajungă în altă parte a jocului. Obiectivul principal al personajului este să adune obiectele necesare asamblării unui foc de tabără ca semnal pentru navele care trec prin apropiere.
Odată ce acest lucru este realizat, personajul se găsește la bordul unei nave de pirați urmărită de Marina Regală Britanică, fără mijloace de a părăsi nava sau de a ajunge la orice destinație. Jucătorul trebuie să găsească un mijloc de a opri nava și astfel să fie salvat și dus undeva în Londra. În acest moment sunt introduse indicii despre trecutul personajului, deoarece personajul primește instrucțiuni misterioase și chiar scapă de tentative împotriva vieții sale. După ce cumpără un bilet fals, personajul zboară în Luxemburg unde primește mai multe indicii și în cele din urmă se confruntă cu adversarul său principal.
Dacă jucătorul a descoperit suficiente indicii (de exemplu dacă a citit un anume ziar sau a găsit notițe și mesaje asupra cadavrelor) la final, personajul își va putea recăpăta memoria. Se dezvăluie că el este industriașul bogat William Arcman, al cărui frate geamăn și malefic, Jared, falsificându-și propria moarte, a încercat să-l facă pe William să dispară și apoi să-i fure identitatea pentru a profita de averea sa. Povestea jocului a început imediat după ce Jared l-a lovit pe William în cap și l-a aruncat pe o insulă pustie.

## Gameplay
Misterul detectivului este înfățișat într-un stil de joc de aventură interactiv de ficțiune. O fereastră afișează grafică statică cu mediul pe care personajul îl vede.
O comandă importantă a jocului este REMEMBER care este folosită cu indicii. (de exemplu comanda REMEMBER WILLIAM ARCMAN) care este obligatorie pentru ca jucătorul să-și recapete memoria la final.
Jocul acceptă și sintagma HELP CONDOR; apare un condor care oferă jucătorului indicii criptice (când este disponibil). Acesta poate fi folosită doar de trei ori în fiecare joc.

## Recepție
Sinclair User⁠(d) a acordat 2 stele din 5, descriind jocul ca fiind „nu foarte original” și „destul de mic”. Revista Crash i-a lăudat stilul distinct.
Aktueller Software Markt i-a dat o notă de 8,5 din 10. Zzap!64 l-a evaluat cu rating de 75 din 100. Your Sinclair⁠(d) l-a evaluat cu 7 din 10, iar Tilt i-a acordat 4 stele.
Info a spus că a fost un joc frumos de aventură grafică. Amstrad Action a considerat că jocul a fost surprinzător. Lemon64 a considerat că titlul era pur și simplu adecvat.

## Vânzări
Jocul s-a vândut în 100.000 de exemplare.